# لواء قصبة معان
لواء قصبة معان لواء يقع في محافظة معان في الأردن. يتبع اللواء لمحاظفة محافظة معان التي تضم 4 ألوية. يقدر عدد سكانه بـ 89657 نسمة حسب إحصاء 2015.

## الوصلات الخارجية
- دائرة الاحصاءات العامة